# Vicus Wareswald

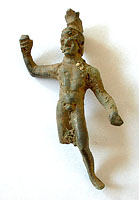
Mars-Figur aus dem Marstempel des Vicus

Als Vicus Wareswald wird eine im nördlichen Saarland gelegene kleinstädtische römische Siedlung (lateinisch vicus) bezeichnet. Das antike Siedlungsareal befindet sich heute auf den Gemarkungen der Gemeinden Oberthal, Marpingen und Tholey im Landkreis St. Wendel. Hier finden seit dem Jahr 2001 umfangreiche Ausgrabungen mit dem Ziel statt, Aussehen, Struktur und Chronologie der Siedlung zu klären.

## Lage und Entstehung

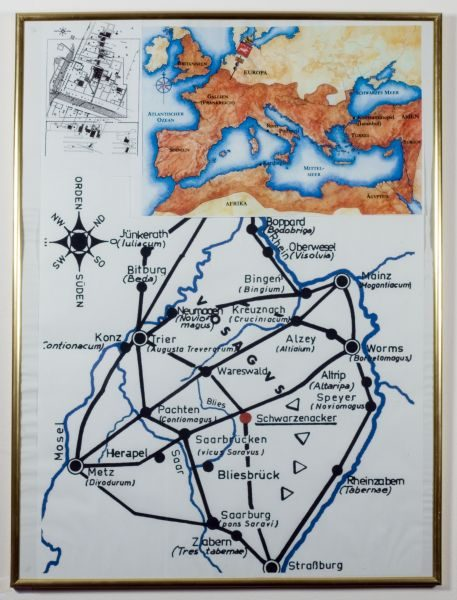
Lage des Vicus Wareswald (etwa in der Mitte der Karte) am Schnittpunkt bedeutender römischer Straßen

Die Siedlung entstand etwa in der Mitte des 1. Jahrhunderts n. Chr. am Kreuzungspunkt zweier stark frequentierter Straßen. Eine der beiden Verbindungen lief von Argentoratum (Straßburg) über den römischen Vicus in Schwarzenacker (Stadt Homburg) nach Augusta Treverorum (heute Trier), die zweite kam von Metz über Dillingen-Pachten, das antike Contiomagus, durch den Vicus im Wareswald bis nach Mogontiacum (Mainz). Der Wareswald lag in der römischen Provinz Gallia Belgica (später Belgica I) im südöstlichen Grenzgebiet der civitas der Treverer zur civitas der Mediomatriker, jedoch noch auf treverischem Gebiet. Viele Reisende nutzten die Straßen und schufen, so das gängige Erklärungsmodell zur Entstehung der Siedlung, eine Nachfrage nach Waren und Dienstleistungen, die von sich hier ansiedelnden Händlern und Handwerkern befriedigt wurde. Besondere siedlungsgeographische Vorteile etwa in Form von günstigen Klimabedingungen, fruchtbaren Böden oder besonders einfacher Wasserversorgung bot der Siedlungsplatz dagegen nicht. Möglicherweise folgte der Straßenzug einer eisenzeitlichen Handelsroute oder der Vicus hatte eine keltische Vorgängersiedlung, da an dieser Stelle auch Funde, insbesondere keltische Münzen, aus der Spätlatènezeit entdeckt wurden.

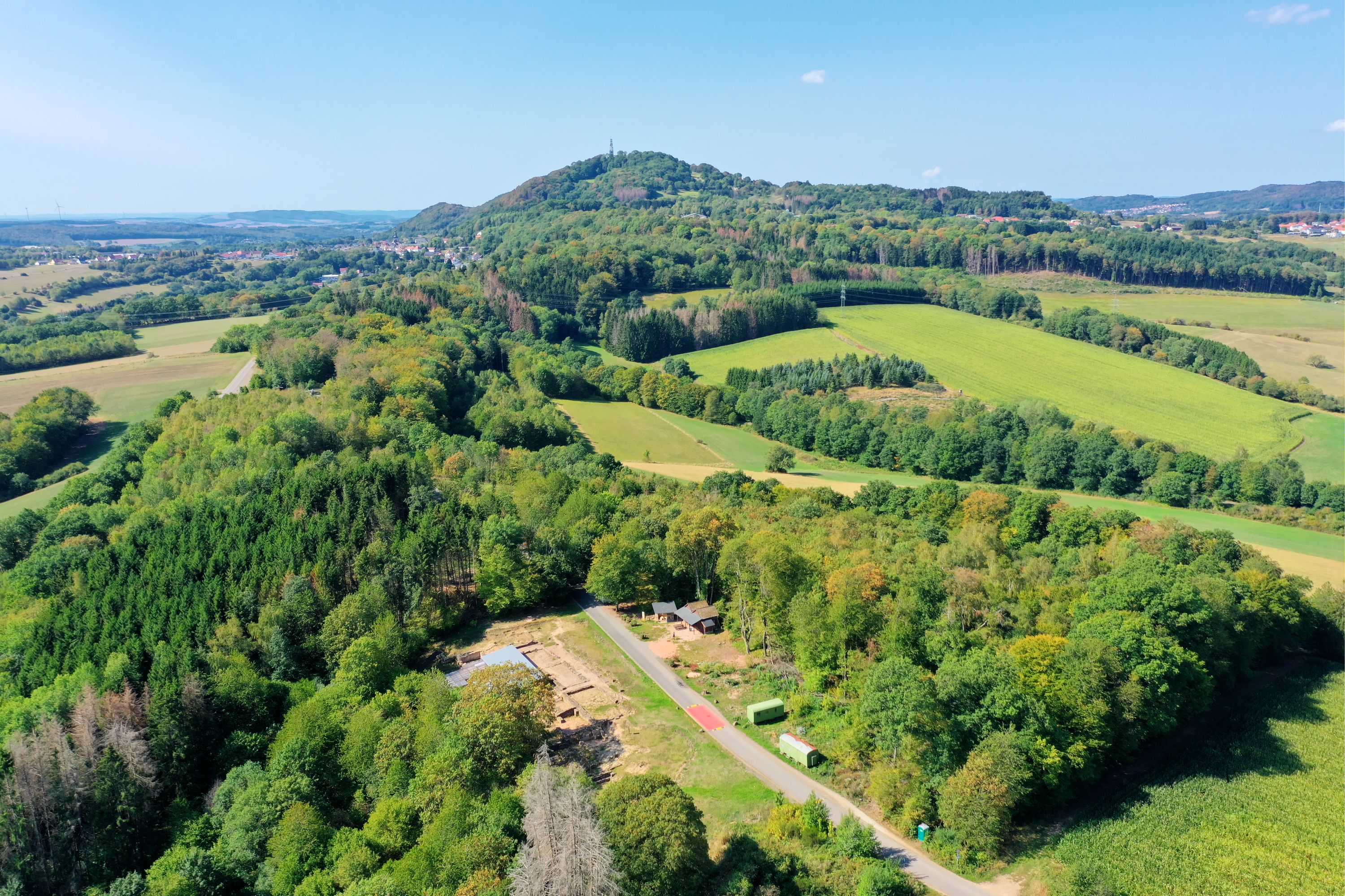
Luftbild des Ausgrabungsgeländes im Wareswald

Der römische Siedlungrest liegt am Fuß des Schaumbergs in einem Waldgebiet namens Wareswald. Dieser Name wurde vor allem in der lokalen Überlieferung häufig auf römische Ursprünge zurückgeführt und als „Varus-Wald“ verstanden. Daraus wird entweder eine Verbindung zu Publius Quinctilius Varus, dem römischen Feldherrn der Varusschlacht, oder aber eine Gründung der Stadt durch einen gewissen „Rictius Varus“ beziehungsweise „Rictiovarus“ abgeleitet. Diese Sagengestalt soll kaiserlicher Präfekt in Trier gewesen sein und während der Christenverfolgungen im Römischen Reich ein derart grausames Massaker unter der dortigen Christengemeinde angerichtet haben, dass er verflucht worden sei und seitdem im Wald hause. In Wirklichkeit geht der Name Wareswald wahrscheinlich auf das althochdeutsche warôn zurück, das dem modernen „wahren“/„bewahren“/„verwahren“ entspricht. Diese Bezeichnung dürfte sich davon herleiten, dass die Nutzung des Waldes oder die dortige Jagd im Mittelalter dem Lehnsherrn vorbehalten und der Bevölkerung „verwehrt“ war. Eine weitere These leitet den Namen des Waldstücks von dem lothringischen Adelsgeschlecht Warsberg her, das in direkter Nähe zum Wareswald begütert war und dessen Name seinerseits auf den Personennamen Warin zurückgeht.

## Ausdehnung und Chronologie
Durch umfangreiche geomagnetische Untersuchungen und intensive Oberflächenbegehungen (Surveys) ist die Ausdehnung des Vicus weitgehend bekannt. Er erstreckte sich entlang einer Straße, die über einen Höhenrücken am Fuß des Schaumbergs verlief. Die Besiedlung beschränkte sich jedoch sowohl nach Norden als auch nach Süden hin nicht auf die Parzellen entlang dieser Hauptverkehrsachse, sondern dehnte sich zu beiden Seiten bis zu einer Entfernung von 200 Metern von der Straße aus. Dort wurden auch künstliche Terrassierungen nachgewiesen, die sich parallel zu der antiken Bebauung und zu den Höhenlinien des Hanges erstrecken. Um diese Siedlungsbereiche nutzen zu können, muss es Fußwege oder weitere Straßen gegeben haben, die jedoch noch nicht nachgewiesen sind. Insgesamt wird die Größe des Vicus Wareswald auf 20 Hektar geschätzt.
Die frühesten römischen Fundstücke im Wareswald sind Münzen, darunter als älteste ein Denar des Münzmeisters Quintus Antonius Balbus von 83/82 v. Chr. Solche vereinzelten Funde sind jedoch kein verlässlicher Hinweis auf eine römische oder römisch beeinflusste Siedlung. Ein größeres Fundaufkommen liegt erst aus der ersten Hälfte des 1. Jahrhunderts n. Chr. vor. An enger datierbaren Stücken sind neben weiteren Münzen vor allem Keramikfunde zu nennen, darunter die „graubelgische Ware“ und ein Terra-Sigillata-Gefäß aus einer Töpferei in La Graufesenque mit einem Töpferstempel des Rutaenus. Diese Funde erlauben es, die Entstehung des Vicus Wareswald in das mittlere 1. Jahrhundert n. Chr. zu datieren. Bereits mit dem späten 1. Jahrhundert begann ein starkes Wachstum des Siedlungskerns, wobei sich die Blütezeit des Ortes durch das ganze 2. Jahrhundert und erhebliche Teile des 3. Jahrhunderts n. Chr. hindurch fortsetzte. In dieser Phase schlug sich die gute wirtschaftliche Lage auch in der qualitätvollen Ausstattung der Bauwerke nieder, einerseits durch die Badeanlagen, Fußbodenheizungen (Hypokausten) und Wandmalereien in den Wohngebäuden, andererseits durch repräsentative Gräber und Heiligtümer. Der wirtschaftliche Niedergang, der sich im Verlauf der sogenannten Reichskrise des 3. Jahrhunderts in Teilen des Römischen Reiches bemerkbar machte, erfasste jedoch auch die Siedlung im Wareswald. Ein starker Aufschwung lässt sich im Wareswald wieder am Anfang des 4. Jahrhunderts erkennen. Möglicherweise hing er auch mit der Erhebung Triers zur Kaiserresidenz zusammen, von der auch das ländliche Umfeld der Stadt profitiert haben dürfte. Im Vicus Wareswald ist in dieser Phase zu beobachten, dass einige Gebäude, darunter der Marstempel, eine grundsätzliche Instandsetzung erfuhren. Bis zum Ende des 4. Jahrhunderts n. Chr. sind Siedlungsaktivitäten archäologisch zu fassen. Danach wurde der Vicus endgültig verlassen und fiel wüst. Konkrete Gründe dafür sind archäologisch nicht auszumachen; eine Zerstörung etwa durch ein Brandereignis oder einen feindlichen Angriff ist nicht nachweisbar. Der politische und wirtschaftliche Bedeutungsverlust Triers könnte aber auch dem Vicus Wareswald die Existenzgrundlage entzogen haben. Eine mittelalterliche oder neuzeitliche Überbauung des Areals fand nicht statt.

## Befunde und Funde

### Siedlungskern

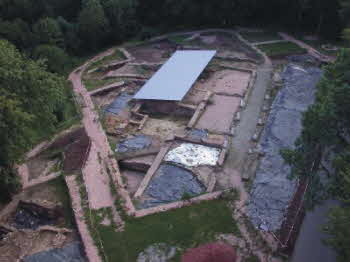
Luftbild von Ausgrabungen im Bereich des Vicus Wareswald

Im Siedlungskern wurde bislang eine Fläche von ca. 2500 Quadratmetern ausgegraben. Entlang der römischen Straße mit parallel laufendem Abwassergraben und einer Portikus (überdachtem Gehsteig) erstreckte sich die Bebauung mit Gebäuden. Bislang können drei Gebäudekomplexe mit verschiedenen Bauphasen unterschieden werden.
Das sogenannte Gebäude D besaß in seiner frühen Bauphase einen ca. 12,50 × 7,50 Meter messenden Keller, der durch Einzug einer Quermauer später halbiert wurde. Aufgrund seiner Größe lässt sich vermuten, dass er einem Händler als Lager seiner Waren diente. In einer weiteren Ausbauphase wurde der Keller aufgegeben und mit Lehm verfüllt. Über dem Keller wurde nun ein repräsentativer Raum mit Fußbodenheizung (hypokaustum) errichtet, der mit Wandmalerei ausgestaltet wurde und verglaste Fenster besaß. Südwestlich anschließend legte man zwei ca. 3,50 × 3,50 Meter messende Badezimmer an, deren Wannen aus einem wasserdichten Gemisch von weißem Kalkmörtel und Ziegelbruch, dem sogenannten Terrazzo, bestanden. Ein weiterer kleiner, ca. 2 × 2 Meter messender Anbau der gleichen Bauphase im südöstlichen Bereich wies ebenfalls eine Fußbodenheizung auf und wird als beheizter Baderaum gedeutet. Zu dieser Bauphase besaß das Gebäude also reinen Wohnhauscharakter. In der Verfüllungsschicht eines Kellers (D13) fanden sich neben Feinkeramik unter anderem auch einige Landwirtschaftswerkzeuge.
Die südwestlich und nordöstlich angrenzenden Gebäude dagegen dienten wohl Händlern und Handwerkern nicht nur als Wohnraum, sondern auch als Kontor, denn hier fanden sich halbfertige Bronzestatuetten und ein 99 römische Pfund (ca. 30 Kilogramm) schweres Steingewicht einer schweren Balkenwaage, die wohl nicht in einem Privathaushalt eingesetzt wurde. Da noch kein Gebäude vollständig im Grundriss erfasst ist, können wenig Aussagen zur Typologie der Grundrisse gemacht werden. Offensichtlich war aber im offengelegten Teil keine Streifenhausbebauung vorhanden, wie sie in den Straßenvici sonst sehr üblich ist.
In der Spätantike entwickelt sich im untersuchten Grabungsbereich eine Rötelstift-„Manufaktur“. Der nur wenige Kilometer entfernt bis ins 20. Jahrhundert abgebaute Mineralfarbstoff wurde zu Farbstiften geschnitten und in den Handel gebracht. 2018 wurde im Siedlungsbereich des Vicus zudem ein Depotfund von Fingerringen des 3. und frühen 4. Jahrhunderts entdeckt. Die insgesamt 24 Ringe aus Bronze waren auf einem filigranen bronzenen Armreif aufgefädelt. Sieben von ihnen waren mit einem eingearbeiteten gläsernen Gemmenimitat verziert und konnten damit als Siegelringe genutzt werden, sechs weitere wiesen eine kreisrunde flache Glaseinlage auf. Drei Ringe, deren Verzierungen mit Durchbrucharbeiten (Opus interrasile) das Aussehen kostbarer Gold- und Silberringe nachahmten, besaßen ebenfalls eine Aussparung für eine Glaseinlage, die aber nie dort eingefügt wurde. Die Stücke dieser letztgenannten Kategorie sind also Halbfabrikate, genauso wie sechs weitere Ringe des Hortfundes, bei denen noch ein „Gusszapfen“ als Überrest des Gießvorgangs absteht. Diese unfertigen Objekte zeigen, dass es sich bei dem Hort nicht um den Besitz einer Privatperson handelt, sondern um das Sortiment eines ortsansässigen Handwerkers.

### „Haus der Fortuna“
Im Jahr 2019 wurde etwas südwestlich der Gebäude A–D ein größerer Bau entdeckt, der als Gebäude G oder als Haus der Fortuna bezeichnet wird. Dort wurde eine Sandsteinfigur der römischen Göttin Fortuna zutage gefördert, die bis auf den fehlenden Kopf vollständig erhalten ist und noch eine Höhe von etwa 35 Zentimetern aufweist. Zwei Meter entfernt wurde ein weiterer Statuettenteil gefunden, der Kopf einer weiblichen Figur, bei dem es sich aber nicht um den verlorenen Kopf der Fortuna handeln kann. Das prächtige Gebäude wies mehrere Kellerräume auf. In einer der Bauphasen wurde ein Raum mit Fußbodenheizung (Hypokaustum) angelegt. Auf der der Straße abgewandten Seite fällt das Gelände zu einem Tal mit Bachlauf ab; an das Haus schloss sich dort vermutlich eine Gartenanlage an, von der sich Terrassenmauern, eine Freitreppe und andere bauliche Gestaltungselemente erhalten haben.

### Mars-Tempel

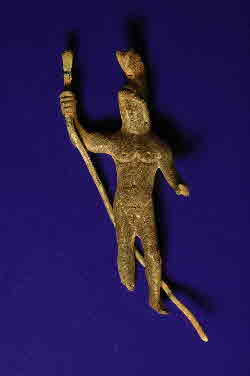
Mars-Figur aus dem Marstempel

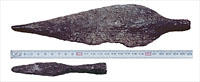
Lanzenspitzen aus den Ausgrabungen

200 Meter südwestlich der Grabungen im Siedlungskern liegen die Überreste eines Tempels des Kriegsgottes Mars, der wohl um 100 n. Chr. errichtet wurde. Dabei wurde das Grab eines keltischen Kriegers der mittleren Latènezeit (250–150 v. Chr.), das sich in diesem Bereich befand, teilweise zerstört. Der Grundriss des Heiligtums folgt dem Typ des gallo-römischen Umgangstempels. Das Bauwerk besteht also aus einem zentralen, turmartigen Tempelraum (cella) und einem darum verlaufenden überdachten Umgang, der nach außen durch eine Mauer abgegrenzt ist. Die Außenwand der äußeren Umgangsmauer war zumindest im Sockelbereich rot verputzt. Für einen gallo-römischen Umgangstempel unüblich sind dagegen zwei Vorsprünge (Lisenen) in der Südwest- und der Südostwand der cella, die vielleicht als Stützpfeiler des hoch aufragenden Zentralraums dienten.
Anfang des 4. Jahrhunderts wurde der Tempel renoviert und an die Nordwest-Ecke ein zusätzlicher Raum angebaut, in dem Scherben von Kannen, Töpfen und einem großen Vorratsgefäß (Dolium) gefunden wurden. Dies könnte darauf hindeuten, dass in dem Anbau Lebensmittel für die Nutzung im Kult gelagert wurden. Wie schon bei den Grabungen im Siedlungskern enden die Funde auch beim Marstempel am Ende des 4. Jahrhunderts n. Chr. Eine weitere Überbauung fand bis in die heutige Zeit nicht mehr statt. Verschiedene Funde aus den Grabungen am Marstempel zeugen von den dortigen Kult- und Opferhandlungen; bei vielen von ihnen dürfte es sich um antike Votivgaben handeln. Vier Statuetten des Mars und insgesamt 85 eiserne Lanzenspitzen sprechen für eine Identifikation der Anlage als Heiligtum des römischen Kriegsgottes. Eine bereits vor 1826 im Vicus entdeckte Weihinschrift, die neben Iupiter Optimus Maximus auch Mars Cnabetius und den Genius Loci bedachte, ist nur noch durch eine neuzeitliche Abschrift überliefert. 2021 wurde eine Visualisierung des Umgangstempels errichtet, die wichtige Bauteile des Gebäudes andeutet und damit eine Vorstellung von den Dimensionen verschafft.
In unmittelbarer Nachbarschaft wurde der Grundriss eines weiteren Bauwerks freigelegt. Die bislang ausgegrabenen Mauerreste lassen sich zu einem weiteren gallo-römischen Heiligtum ergänzen. Die Mauern umfassten nur eine einzige Steinlage; der weitere Aufbau bestand wohl aus einer Holzkonstruktion mit Flechtwerkwänden und Lehmbewurf. Das Gebäude wurde zu einem noch unbekannten Zeitpunkt niedergelegt und das Gelände planiert. Leicht nach Osten versetzt, aber mit gleicher, über Eck genordeter Orientierung wurde dann der sogenannte Mars-Tempel errichtet.

### Gräber

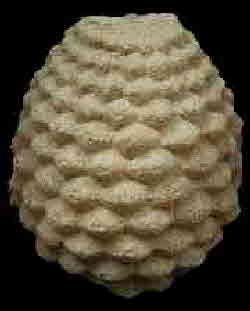
Steinernes Dekorelement in Form eines Pinienzapfens vom großen Pfeilergrabmal im Wareswald

Beim Bau eines Parkplatzes im Grabungsschutzgebiet wurden zunächst behauene Sandsteinblöcke entdeckt. Der Fund von rund 700 Relieffragmenten und besonders eines etwa 40 Zentimeter hohen Pinienzapfens ließ dann erkennen, dass man es hier mit einem Grabmonument zu tun hatte, genauer gesagt einem Pfeilergrabmal. Zahlreiche Fragmente des Reliefschmucks zeigen unbekleidete Figuren mythologischer Szenen, es gibt aber auch Fragmente bekleideter Figuren, wahrscheinlich eine Darstellung der Familie, die dieses Monument bauen ließ, sowie Szenen aus dem Meer, aber auch aus dem Weinberg. Von der Grabinschrift sind lediglich zwei Fragmente mit drei, allerdings recht großen Buchstaben erhalten. An der Basis besaß der Pfeiler eine Kantenlänge von 4,20 × 3,80 Meter. Die Untersuchung der geborgenen Architekturglieder ließ darauf schließen, dass das gesamte Monument einst eine Höhe von ca. 10–12 Meter besessen hat. Unmittelbar an der römischen Straße gelegen, diente der Pfeiler nicht nur dem Totenkult, sondern auch der Repräsentation der Familie des Erbauers, die mit Sicherheit eine hochrangige Position im Vicus Wareswald innehatte. Auch und besonders durch dieses Pfeilergrabmal ist der Wohlstand belegt, der zur Blütezeit in der Siedlung herrschte.
Das Pfeilergrabmal wurde abstrakt in Stahl und Beton nach Vorgaben des Landesdenkmalamtes mit EU-Fördermitteln in seinen Dimensionen visualisiert.
Im Rahmen der archäologischen Untersuchungen wurden neben dem Grabpfeiler mindestens drei weitere Fundamente und Schuttfelder mit reliefierten Sandsteinen von Grabarchitektur entlang eines antiken Straßenkörpers entdeckt. Des Weiteren fanden sich ein kreisrunder antiker Schacht, der bis zu einer Tiefe von 5 Metern untersucht wurde, sowie ein ungewöhnliches römerzeitliches Drainagesystem. Die in direkter Nähe zueinander gefundenen Überreste mehrerer repräsentativer Grabdenkmäler und sonstiger Anlagen deuten darauf hin, dass sich an dieser Stelle in römischer Zeit eine Gräberstraße im Vorfeld der Siedlung befand. Neben diesen archäologischen Befunden der antiken Nekropole existieren noch zwei weitere, bereits länger bekannte steinerne Grabinschriften aus dem Bereich des Wareswaldes. Darüber hinaus könnten möglicherweise auch verschiedene römische Grabsteine, die in Gebäuden der näheren Umgebung als Spolien verbaut waren, von dem Gräberfeld oder den Gräberfeldern des Vicus stammen.

### Inschriften
Im Bereich des Vicus sind seit dem 19. Jahrhundert insgesamt neun lateinische Inschriften gefunden worden: Zwei Weihinschriften für Merkur, eine für Visucius, eine für Iupiter Optimus Maximus/Mars Cnabetius/Genius Loci, eine weitere allein für Iupiter Optimus Maximus, eine Weihinschrift ohne Erwähnung einer Gottheit, eine Grabinschrift für Ingenuus und Gabrilla, eine weitere für Utilius und Secundina sowie zwei Fragmente der Grabinschrift, welche zum Pfeilergrabmal gehörten. Zusätzlich fand sich ein goldener Frauenring mit griechischer Inschrift.

## Forschungsgeschichte
Im Mittelalter war die römische Siedlung anscheinend von Wald bedeckt und das Areal wurde nicht mehr genutzt. Als in der Neuzeit das Baumaterial Stein die mittelalterliche Holzarchitektur verdrängte, wurden die antiken Gebäude jedoch zu einer bequemen Rohstoffquelle, sodass die Bewohner der Umgebung deren Mauern abrissen und die Steinblöcke abtransportierten. Für das Jahr 1755 ist durch das Lagerbuch der Benediktinerabtei St. Mauritius in Tholey belegt, dass die römischen Bauwerke im Wald noch sichtbar waren. Das Schriftstück informiert außerdem darüber, dass in diesem Jahr ein bronzenes Kästchen mit zwei heidnischen Götterbildern und einer lateinischen Inschrift für Mercurius Iovantucarus, ein treverischer Schutzgott der Jugend, gefunden worden sei. Aus den folgenden Jahrzehnten finden sich dann wiederholt vereinzelte Notizen zu antiken Funden oder Gebäuderesten aus dem Areal des Vicus, darunter auch mehreren Straßenabschnitten, deren römisches Steinpflaster noch erhalten war.
Erste wissenschaftlich motivierte Untersuchungen fanden in der ersten Hälfte des 19. Jahrhunderts statt. So kam es in den 1820er Jahren beim Steinabbau für die Anlage einer Bezirksstraße zur Entdeckung eines römischen Rundtempels, zu dem eine steinerne Eingangstreppe führte. Vom Rundbau selbst standen noch acht Säulenstümpfe; die Wände sollen innen dunkelrot und einige Fragmente mit Hasen bemalt gewesen sein. An Fundobjekten fanden sich drei Steinstatuen, 50–60 bronzene Götterstatuetten und um die 100 ebenfalls bronzene Lanzen- und Pfeilspitzen. Aufgrund der Abbildung von Hasen in der erhaltenen Wandmalerei sowie den vermutlich als Weihgaben in den Tempel gebrachten Pfeil- und Lanzenspitzen wird dieser Tempel häufig mit der Jagdgöttin Diana in Verbindung gebracht. Weitere Ausgrabungen fanden ab 1836 durch den „Verein für Erforschung und Sammlung von Altertümern in den Kreisen Ottweiler und St. Wendel“ statt, der einen Kellerraum mit dem Schutt des darüber zusammengestürzten Hauses freilegte.
Parallel zu diesen frühen wissenschaftlichen Forschungen blieb der Wareswald aber auch Gegenstand von lokalen Sagen und Erzählungen. Neben den Gerüchten vom römischen Christenverfolger Rictius Varus, der nach seiner Verfluchung sein Unwesen im Wald treiben soll (siehe Kapitel #Lage und Entstehung), war vor allem die Sage von einer goldenen Kutsche weit verbreitet, die sich so nah an der Oberfläche des Waldbodens befinden soll, dass sie von einem Hahn freigescharrt werden könne. Solche Erfindungen steigerten das allgemeine Interesse am Wareswald, dessen archäologische Befunde bis weit ins 20. Jahrhundert hinein immer wieder Opfer von Raubgrabungen wurden. Im späten 19. Jahrhundert äußerte der Heimatforscher Max Müller die Vermutung, der Wareswald sei die Zivilsiedlung (canabae) eines Legionslagers gewesen, das sich auf dem Schaumberg befunden habe. Diese Vermutung bestätigte sich allerdings nicht. Der entscheidende Anstoß für die systematische Erforschung der Siedlung kam 1984, als der Heimatforscher Jürgen Gerhard die Feuerungsstelle (praefurnium) einer römischen Fußbodenheizung entdeckte. Zur wissenschaftlichen Erforschung des Vicus Wareswald sowie des nahegelegenen keltischen Ringwalls von Otzenhausen wurde daraufhin 2001 das Projekt „TERREX“ (Abkürzung für das lateinische „Treverorum et romanorum regionis exploratio“, deutsch „Erforschung der Region der Treverer und Römer“) gegründet, das als gemeinnützige GmbH organisiert ist. Seit 2018 erfolgen die Grabungen der TERREX gGmbH in Kooperation mit der Kennesaw State University und dem dort lehrenden Archäologen Philip Kiernan.